# Sebastiano Gandolfi
Sebastiano Gandolfi (Ischia di Castro, 1510 circa – Roma, 26 maggio 1555) è stato un letterato italiano.

## Biografia
Amico e collaboratore di Annibal Caro, fu membro dell'Accademia dei Virtuosi e dell'Accademia dei Vignaioli, segretario di Pier Luigi Farnese e del Cardinal Ranuccio Farnese. Benché autore di Rime di stampo petrarchista , la sua figura di letterato è rimasta pressoché ignota agli studiosi fino al 2012, anno del ritrovamento del testamento. Era conosciuto dai suoi contemporanei come "il Cavalier" o "Cavalier messer Sebastiano Gandolfo". Con questi titoli è spesso citato da Annibal Caro nelle sue Lettere famigliari o da altri autori coevi. È ancor oggi visibile la sua casa a Ischia di Castro.